# Route 666 (filme)
Route 666 (Brasil: Rota 666 - A Estrada da Morte / Portugal: Rota 666) é um filme de ação, terror e suspense, dirigido por William Wesley. Lançado em 2001, foi protagonizado por Lou Diamond Phillips, Lori Petty, Steven Williams, L. Q. Jones, Dale Midkiff, Alex McArthur e Mercedes Colon.